# Круј ан Тел
Круј ан Тел (фр. Crouy-en-Thelle) насеље је и општина у североисточној Француској у региону Пикардија, у департману Оаза која припада префектури Санлис.
По подацима из 2011. године у општини је живело 1098 становника, а густина насељености је износила 187,05 становника/km². Општина се простире на површини од 5,87 km². Налази се на средњој надморској висини од 95 метара (максималној 137 m, а минималној 64 m).

## Демографија
| 1962. | 1968. | 1975. | 1982. | 1990. | 1999. | 2011. |
| ----- | ----- | ----- | ----- | ----- | ----- | ----- |
| 361   | 380   | 353   | 721   | 869   | 988   | 1.098 |

График промене броја становника у току последњих година